# KBS 1TV 화수 드라마
KBS 1TV 화수 드라마는 대한민국의 KBS 1TV에서 매주 화요일과 수요일에 방송되었던 TV 드라마 작품이다.

## 작품 리스트
|  | - 아래의 텔레비전 드라마 중 2002년 11월 이후에 시청 가능 연령을 표시하는 드라마 등급 제도를 의무적으로 시행하고 있습니다. - 2017년 3월 1일부터 TV 프로그램 등급 표시 외에 주제, 폭력성, 선정성, 언어, 모방 위험 등 분류 사유 표시를 의무적으로 시행하고 있습니다. |

### 1980년대
- 《표적》 : 1981년 9월 8일 ~ 1981년 9월 16일
- 《시효인간》 : 1981년 9월 22일 ~ 1982년 1월 27일
- 《탈출》 : 1982년 2월 2일 ~ 1982년 5월 5일
- 《나는 누구냐》 : 1982년 5월 11일 ~ 1982년 7월 21일
- 《밀봉》 : 1982년 8월 3일 ~ 1982년 11월 24일
- 《지금 평양에선》 : 1982년 11월 30일 ~ 1985년 5월 15일
- 《남십자성》 : 1986년 11월 4일 ~ 1987년 2월 25일

## 같이 보기
- KBS 1TV 월요 드라마
- KBS 1TV 수요 드라마